# Ledrella brunnea
Ledrella brunnea är en insektsart som beskrevs av Evans 1936. Ledrella brunnea ingår i släktet Ledrella och familjen dvärgstritar. Inga underarter finns listade i Catalogue of Life.